# Napoli Women
Il Napoli Women è una società calcistica femminile con sede nella città di Napoli. Fondata nel 2003, tra il 2017 e il 2025 ha avuto la denominazione "Napoli Femminile". Milita in Serie A, prima divisione del campionato italiano.

## Storia

### La nascita del Calciosmania
Nata con il nome di Calciosmania Napoli, squadra dai colori sociali verde e bianco, in principio contava sia la sezione maschile che quella femminile. 
Nel 2003 si iscrisse al campionato di Serie C e nel 2005, vincendo il girone, conquistò la promozione in Serie B. 
Nell'estate 2005 avvenne anche il definitivo passaggio al calcio femminile con la fusione tra le società Calciosmania Napoli e Venus Arzano. La neonata società fu denominata A.S.D. Napoli Calcio Femminile.

### Dalla B alla A
Forte della solidità economica garantita da due main sponsor (Carpisa e Yamamay) e di una rosa competitiva, in virtù degli innesti delle calciatrici provenienti dalla Venus (tra le quali Valentina Esposito) e delle riconferme di atlete come la giovane Valeria Pirone, in soli due anni il Napoli riuscì a vincere il campionato di Serie B ed accedere alla Serie A2. Nella stessa stagione ottenne anche uno storico piazzamento in Coppa Italia, eliminato ai quarti di finale della competizione dalla Eurospin Torres, formazione pluridecorata che avrebbe poi vinto il suo settimo trofeo.
Dopo cinque anni dalla fondazione, la società raccolse i primi frutti di un florido settore giovanile: nella stagione 2008-2009 furono infatti aggregate alla prima squadra Paola Di Marino (subito nel giro della nazionale under 17), Manuela Rapuano ed Emanuela Schioppo. Dopo un 8º posto ottenuto al termine della prima stagione in serie A2, la squadra fu rinforzata per tentare la scalata alla massima serie: dalla Lazio fu ingaggiata la sedicenne Elisa Lecce, già convocata nelle selezioni giovanili della nazionale italiana. Nel gennaio 2010, anche grazie agli acquisti di Patrizia Caccamo ed Emanuela Capponi, il Napoli diede avvio ad un ottimo girone di ritorno, non riuscendo tuttavia ad andare oltre il quarto posto finale. 
L'anno successivo, e dopo quattro stagioni, l'allenatrice Barbara Nardi fu sostituita da Sergio Curcio, proveniente dalle giovanili. Una partenza disastrosa convinse, però, la società ad esonerare il tecnico dopo appena tre gare, affidando la panchina a Geppino Marino. La scelta si rivelò fortunata poiché il giovane trainer ottenne l'invidiabile rolino di marcia di 10 vittorie su 11 gare nel girone di ritorno, portando la squadra al secondo posto, a soli tre punti dalla capolista Riviera di Romagna. 
Nella stagione 2011-2012 la squadra si rinforzò ulteriormente, tesserando Maria Caramia, già vincitrice a più riprese della classifica cannonieri di A2, e Roberta Filippozzi. 
Il Napoli vinse il campionato di Serie A2 con 19 vittorie ed un pareggio: le attaccanti azzurre Maria Caramia (21 reti) e Valeria Pirone (18) si aggiudicarono il primo e secondo gradino del podio della classifica marcatori. Nel corso della stagione, la squadra sfiorò anche l'impresa del trionfo in Coppa Italia, battendo prima la Lazio ai quarti, poi la Torres in semifinale dopo una clamorosa rimonta nei 15 minuti conclusivi della gara. 
Nella finale, disputata ad Ostia il 2 giugno, il Napoli venne sconfitto dal Brescia col risultato di 3-2 dopo i tempi supplementari, alla presenza di oltre 1500 tifosi arrivati da Napoli e Roma, oltre che di Antonio Cabrini, nuovo CT della nazionale femminile.

### La Serie A e il ritorno in B
Con l'approdo in Serie A la squadra si rinforzò per ben figurare nella massima competizione nazionale, ingaggiando elementi d'esperienza (Gioia Masia, Antonella Morra, Emi Yamamoto), giovani già affermate (Alessandra Barreca, Lara Barbieri, Penelope Riboldi) ed elementi in prospettiva (Veronica Privitera, Valentina Giacinti, Valentina Casaroli, portiere dell'Italia under 19). Le partenopee chiusero la stagione al 5º posto, raggiungendo anche le semifinali di Coppa Italia. 
Nell'estate del 2013, la rosa fu rivoluzionata: furono cedute quasi tutte le atlete non campane (con l'eccezione di Roberta Filippozzi) e la squadra affidata a Corrado Sorrentino.
La stagione 2013-2014 si rivelò deludente sin dal principio, soprattutto a causa dell'inesperienza delle giovani atlete chiamate ad affrontare un campionato tanto competitivo. Fin dalle prime giornate di campionato la squadra occupò i bassifondi della classifica e, nonostante l'avvicendamento in panchina con l'ingaggio di Domenico Paesano, retrocesse, sconfitta dal fanalino di coda Scalese durante l'ultima gara stagionale.
Con la retrocessione in serie B, le atlete di maggior valore presenti in rosa decisero di trasferirsi altrove. Le cessioni maggiori furono quelle di Valeria Pirone, Roberta Filippozzi e Valentina Esposito. La società ripartì con un progetto fondato sulle giovani calciatrici campane, affidandoo la guida tecnica ad Alessandro Riccio, già allenatore della formazione primavera.

### La fusione e il ritorno in Serie A

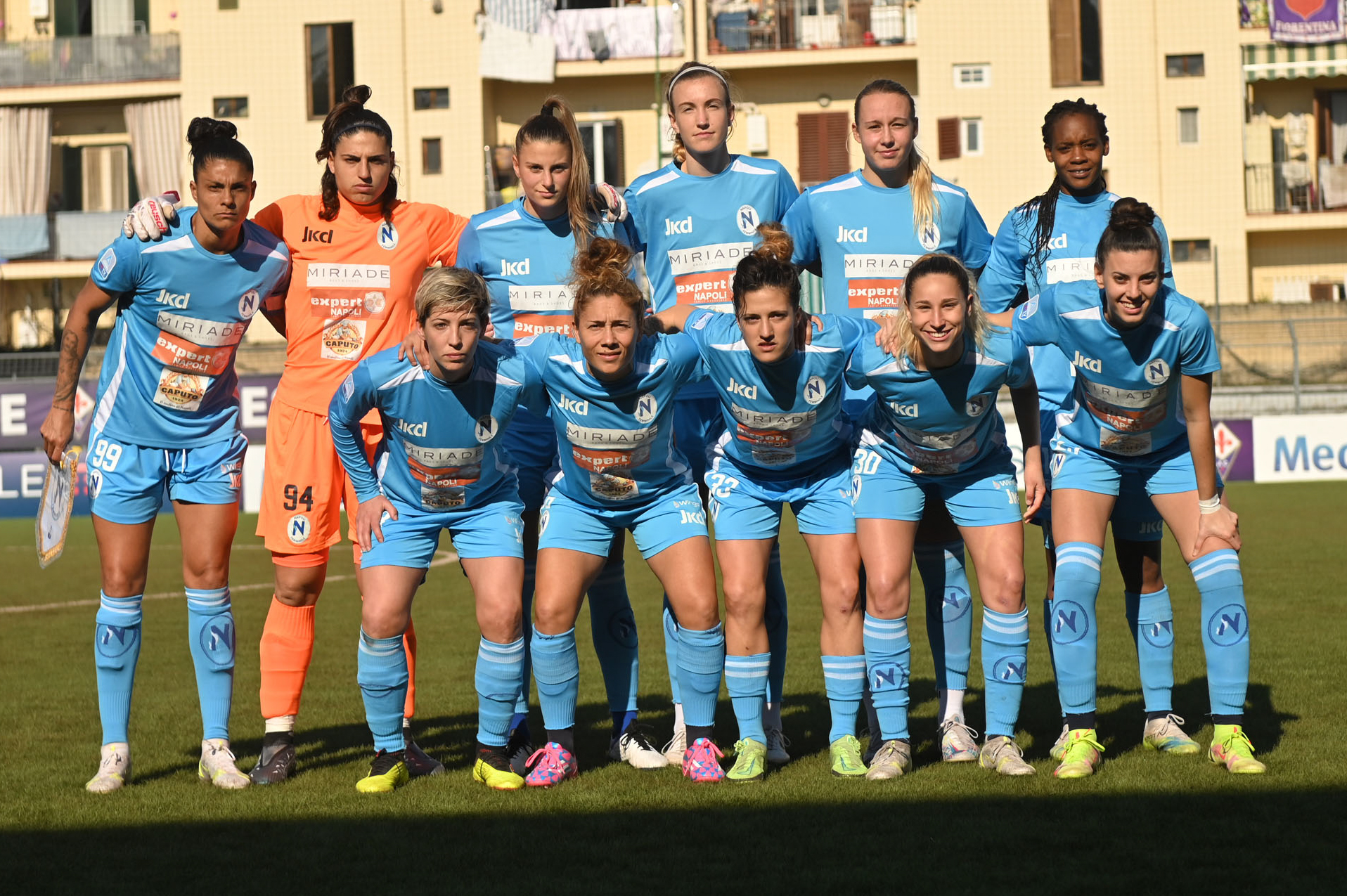
Formazione del Napoli Femminile schierata il 6 febbraio 2022 contro la Fiorentina per la 14ª giornata di Serie A.

Al termine della stagione 2016-2017, conclusa al quarto posto nel girone B di Serie B, la società attivò la fusione con l'A.S.D. Napoli Dream Team del presidente Riccardo Guarino, nona classificata nello stesso girone, volta a unire le forze in un progetto comune. Dalla sinergia nacque l'A.S.D. Napoli Femminile, iscritta al campionato di Serie B 2017-2018 col titolo sportivo del Napoli Dream Team. 
Nella prima annata del nuovo corso la squadra concluse la stagione al settimo posto, retrocessa in Serie C a seguito della riforma dei campionati che aveva portato all'istituzione di una terza serie organizzata su base interregionale. 
L'anno successivo il Napoli dominò il girone D di Serie C, concludendo al primo posto con 20 vittorie su 22 gare disputate. L'attaccante estone Lisette Tammik vinse la classifica marcatori con 29 reti realizzate. In virtù del primo posto in classifica, la squadra ebbe accesso ai play-off promozione. Battuta la Novese, conquistò la promozione in Serie B. Appena una settimana dopo disputò anche la finale della Coppa Italia di serie C, persa contro la Riozzese per 4-2 dopo i tempi supplementari.
Per la stagione 2019-2020 il Napoli allestì un organico competitivo in previsione della Serie B, organizzata su un girone unico. Il campionato, con le partenopee che avevano conquistato e difeso saldamente la testa della classifica, fu tuttavia interrotto dopo la sedicesima giornata a causa della pandemia di COVID-19. La classifica finale fu così redatta ricorrendo a un coefficiente correttivo, assegnando la promozione in Serie A al Napoli ed al San Marino, rispettivamente prima e seconda in graduatoria al momento della sospensione del torneo.
Durante la stagione successiva, la squadra partenopea difese la Serie A, disputando un ottimo girone di ritorno fino a raggiungere la salvezza col decimo posto finale. Sorte contraria nell'annata seguente, conclusa con un ultimo posto in classifica che valse la retrocessione in serie B.
La stagione 2022-2023 fu trionfale, con la formazione partenopea che conquistò la promozione in massima serie, vincendo il campionato agli ordini di Biagio Seno, subentrato a Dimitri Lipoff all'inizio del girone di ritorno. Nel campionato successivo le azzurre, ancora guidate da Biagio Seno, conquistano la salvezza nella doppia sfida playoff/playout contro la Ternana, classificatasi seconda nella regular season di Serie B: con un 2-1 dell’andata ed uno 0-0 al ritorno, le azzurre si aggiudicano lo spareggio e mantengono la categoria al termine di una stagione complicata.
La stagione 2024-2025 si è aperta con l'annuncio della nomina di Marco Bifulco come nuovo presidente del club e l'ingaggio di Salvatore Mango come nuovo allenatore. Mango è poi stato sostituito da David Sassarini alla vigilia della 16ª giornata di campionato. In seguito all'ottenimento della salvezza in campionato, Sassarini è stato confermato dal club per un'altra stagione. All'inizio della stagione 2025-2026 la società ha cambiato denominazione in Napoli Women.

## Colori e simboli

### Stemma

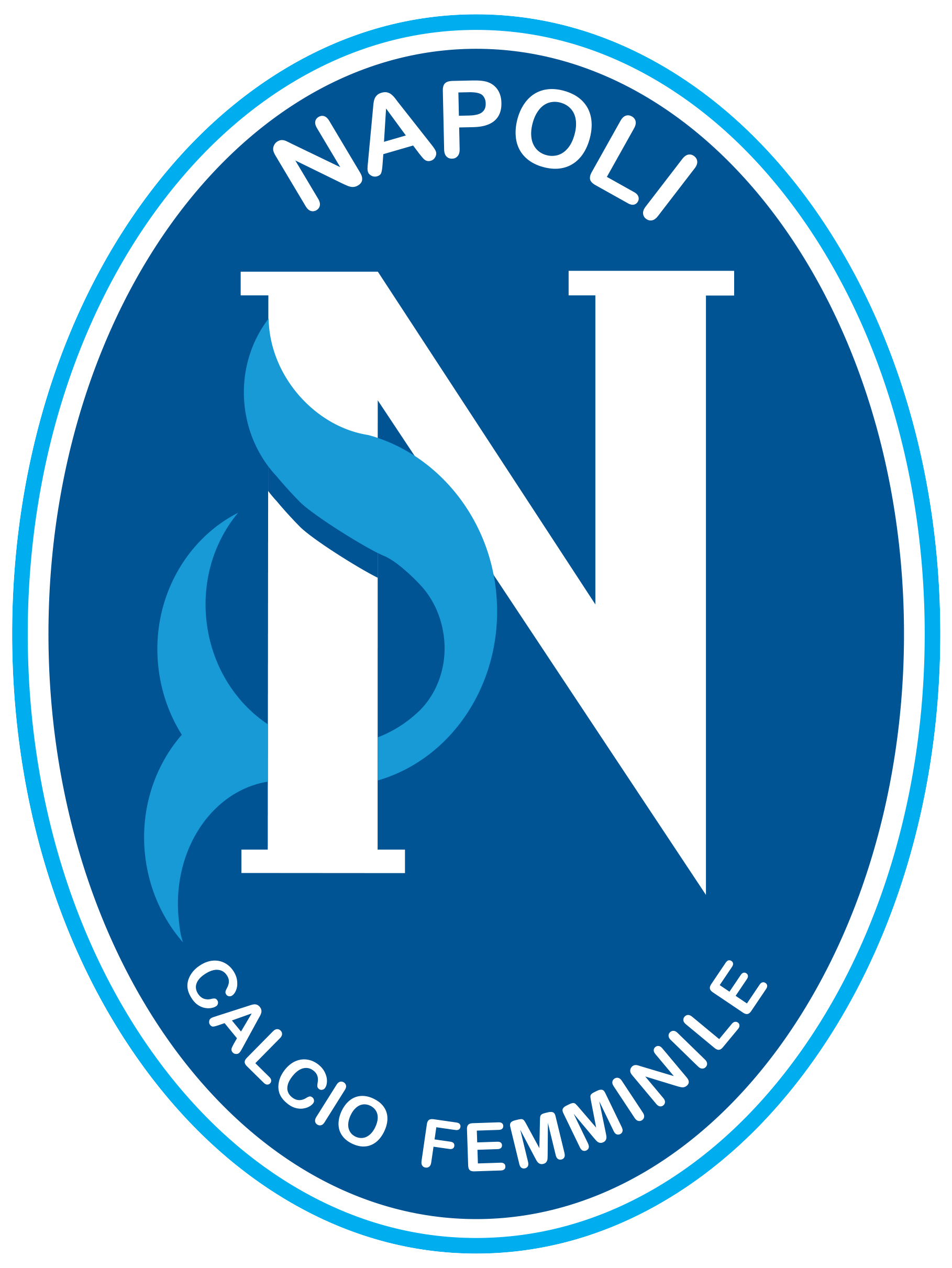
Stemma utilizzato dalla stagione 2018-2019 alla stagione 2020-2021
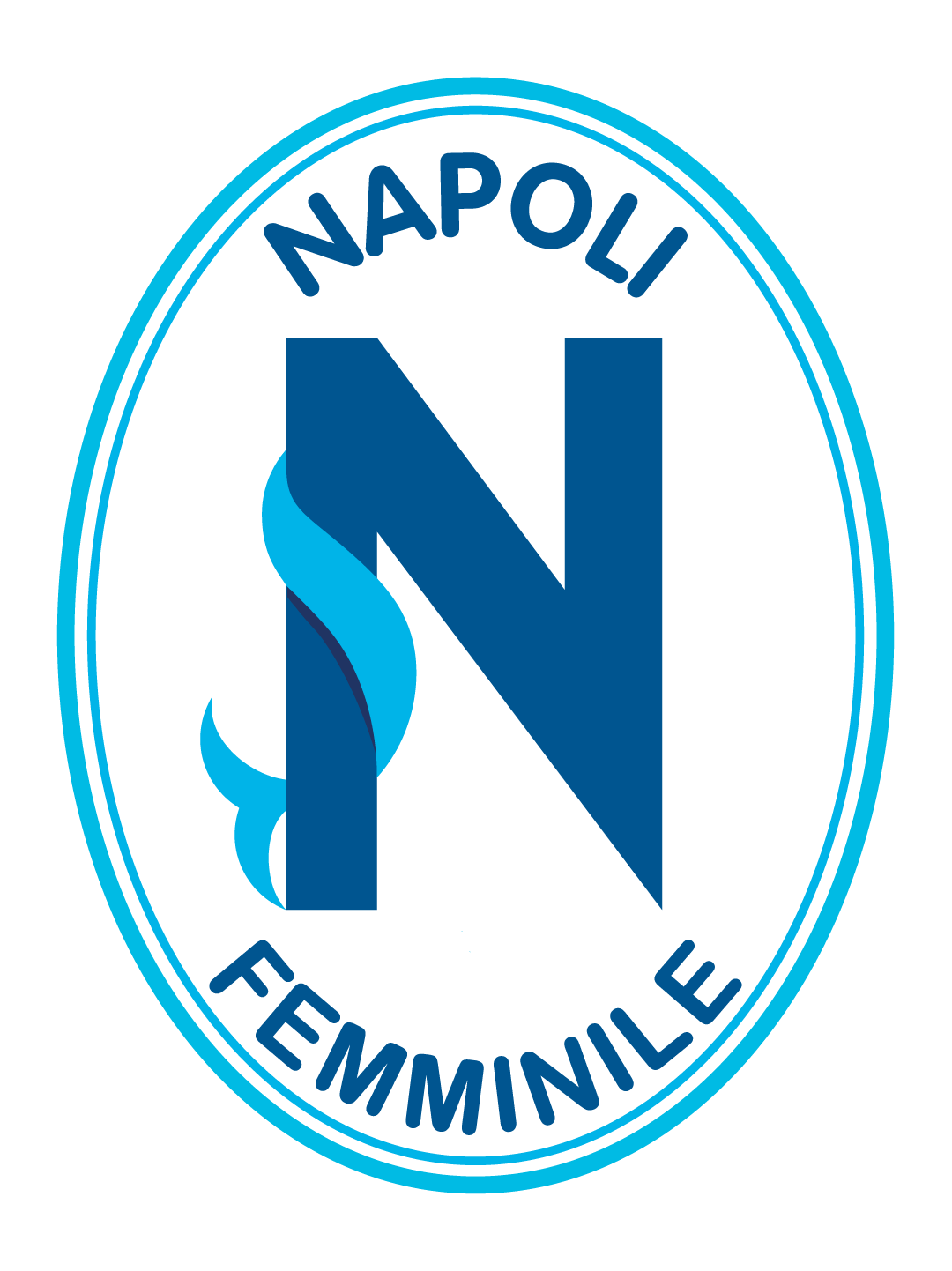
Stemma utilizzato dalla stagione 2021-2022 alla stagione 2024-2025
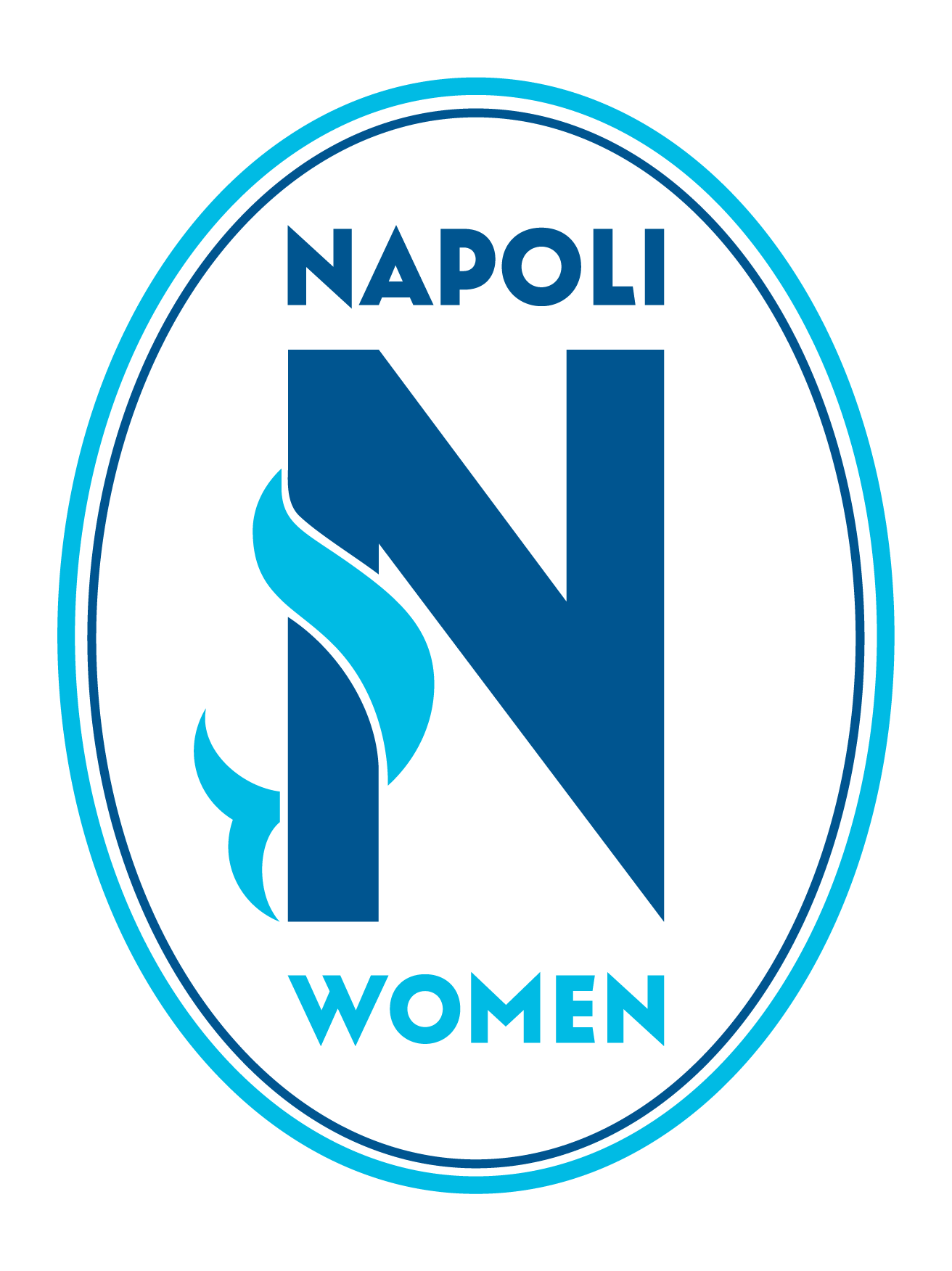
Stemma utilizzato dalla stagione 2025-2026

## Strutture

### Stadi
Dal 2012 al 2017, il Napoli ha disputato le proprie partite casalinghe allo stadio Arturo Collana. In precedenza, aveva giocato al "Francesco Denza" di Posillipo, al "Green Sport" di Pianura e al "Tony Chiovato" di Bacoli, soprannominato "Campo Castello" per la curiosa e suggestiva posizione ai piedi del Castello Aragonese di Baia. Le sessioni di allenamento si erano svolte prevalentemente presso il "Due Palme" di Agnano.
Dal 2019 al 2021 il Napoli si è allenato allo "Schiana Arena" di Bacoli, disputando le gare in casa al campo sportivo comunale "San Clemente I" di Casamarciano (stagione 2019-2020) e allo stadio Caduti di Brema di Barra (stagione 2020-2021).
Dal 2021 le gare casalinghe si svolgono nello stadio comunale "Arena Giuseppe Piccolo" di Cercola, divenuto anche training center della prima squadra dal 2023.

## Società

### Organigramma societario
Aggiornato al 18 luglio 2025.
- Marco Bifulco - Presidente
- Raffaele Palomba - Amministratore delegato
- Marco Zwingauer - Direttore generale
- Stefano Squitieri - Responsabile area tecnica
- Alessandra Nencioni - Club manager
- Valeria Alinei - Responsabile comunicazione

## Palmarès
- Campionato italiano di Serie A2: 1

2011-2012 (girone D)
- Campionato italiano di Serie B: 3

2019-2020, 2022-2023 (secondo livello)
2007-2008 (terzo livello)
- Campionato di Serie C: 1

2018-2019 (girone D)

## Statistiche

### Partecipazione ai campionati
Nella tabella non vengono considerati i campionati organizzati a livello regionale.
| Livello | Categoria | Partecipazioni | Debutto   | Ultima stagione | Totale |
| ------- | --------- | -------------- | --------- | --------------- | ------ |
| 1º      | Serie A   | 7              | 2012-2013 | 2025-2026       | 7      |
| 2º      | Serie A2  | 4              | 2008-2009 | 2011-2012       | 10     |
| 2º      | Serie B   | 6              | 2014-2015 | 2022-2023       | 10     |
| 3º      | Serie B   | 3              | 2005-2006 | 2007-2008       | 4      |
| 3º      | Serie C   | 1              | 2018-2019 | 2018-2019       | 4      |

## Organico

### Rosa 2025-2026
Rosa e numeri come da sito ufficiale.
| N. |                                 | Ruolo | Calciatrice             |
| -- | ------------------------------- | ----- | ----------------------- |
| 1  | Italia (bandiera)               | P     | Beatrice Beretta        |
| 2  | Stati Uniti (bandiera)          | D     | Cameron Brooks          |
| 4  | Bosnia ed Erzegovina (bandiera) | D     | Gloria Slišković        |
| 7  | Stati Uniti (bandiera)          | A     | Hanna Barker            |
| 8  | Polonia (bandiera)              | C     | Kinga Kozak             |
| 9  | Italia (bandiera)               | A     | Morena Gianfico         |
| 10 | Svezia (bandiera)               | A     | Marija Banusic          |
| 11 | Danimarca (bandiera)            | A     | Cecilie Fløe            |
| 13 | Germania (bandiera)             | C     | Natalie Muth            |
| 16 | Danimarca (bandiera)            | D     | Mille Jusjong Henriksen |
| 17 | Italia (bandiera)               | C     | Alessia Carcassi        |
| 19 | Italia (bandiera)               | C     | Manuela Sciabica        |

| N. |                     | Ruolo | Calciatrice        |
| -- | ------------------- | ----- | ------------------ |
| 20 | Norvegia (bandiera) | A     | Mali Motrøen Trøan |
| 21 | Italia (bandiera)   | C     | Teresa Penzo       |
| 22 | Francia (bandiera)  | D     | Magou Doucouré     |
| 23 | Italia (bandiera)   | C     | Melissa Bellucci   |
| 24 | Italia (bandiera)   | C     | Alessia D'Angelo   |
| 28 | Italia (bandiera)   | A     | Ginevra Moretti    |
| 32 | Italia (bandiera)   | D     | Bianca Vergani     |
| 42 | Croazia (bandiera)  | P     | Doris Bačić        |
| 44 | Italia (bandiera)   | D     | Tecla Pettenuzzo   |
| 67 | Italia (bandiera)   | D     | Michela Giordano   |
| 72 | Italia (bandiera)   | C     | Fabiana Vischi     |
| 90 | Italia (bandiera)   | C     | Gabriella Langella |